# End of Time
End of Time är en låt av den svenska sångerskan Zara Larsson. Den släpptes som den andra singeln från hennes fjärde studioalbum, Venus, den 19 maj 2023 genom Sommer House och Epic Records.  Den skrevs av Rick Nowels och Casey Smith och producerades av Austin Corona, Danja och Rick Nowels.